# Kannur
Kannur (in passato nota in inglese come Cannanore e in portoghese come Cananor) è una suddivisione dell'India, classificata come municipality, di 63.795 abitanti, capoluogo del distretto di Kannur, nello stato federato del Kerala. In base al numero di abitanti la città rientra nella classe II (da 50.000 a 99.999 persone).

## Geografia fisica
La città è situata a 11° 50' 60 N e 75° 22' 0 E al livello del mare.

## Società

### Evoluzione demografica
Al censimento del 2001 la popolazione di Kannur assommava a 63.795 persone, delle quali 30.522 maschi e 33.273 femmine. I bambini di età inferiore o uguale ai sei anni assommavano a 7.377, dei quali 3.851 maschi e 3.526 femmine. Infine, coloro che erano in grado di saper almeno leggere e scrivere erano 53.264, dei quali 25.667 maschi e 27.597 femmine.